# Vinkebrug (Haarlemmermeer)
Vinkebrug was een gehucht dat deel uitmaakte van de gemeente Haarlemmermeer en tot en met 2018 Haarlemmerliede en Spaarnwoude, en lag op ongeveer 6 km ten oosten van Haarlem. Vanwege de nabijheid van luchthaven Schiphol zijn na de aanleg van de Polderbaan alle huizen in het gehucht gesloopt.
Plaatsen: Abbenes · Badhoevedorp · Beinsdorp · Buitenkaag · Burgerveen · Cruquius · Haarlemmerliede · Halfweg · Hoofddorp · Leimuiderbrug · Lijnden · Lisserbroek · Nieuw-Vennep · Rijsenhout · Rozenburg · Schiphol · Schiphol-Rijk · Spaarndam-Oost · Spaarnwoude · Vijfhuizen · Weteringbrug · Zwaanshoek · Zwanenburg

Gehuchten en buurtschappen: Aalsmeerderbrug · Boesingheliede · Cruquius-Oost · De Hoek · Huigsloot · 't Kabel · De Liede · Nieuwebrug · Nieuwe Meer · Oude Meer · Penningsveer · Schiphol-Oost · Vinkebrug · Vredeburg · Weberbuurt

Voormalige gemeente: Haarlemmerliede en Spaarnwoude

Noord-Holland: Steden en dorpen      Nederland: Provincies · Gemeenten